# عبد العزيز العنبري
عبد العزيز سعود عبد الله العنبري ، ولد في تاريخ 3 يناير 1954 ، في منطقة كيفان التي ترعرع فيها. ويعتبر من أبرز الهدافين في الكويت.

## بداياته
كانت بدايته مع الرياضية كلاعب كرة سلة وكرة طائرة، ولكن في عام 1967 مارس لعبته التي يفضلها، ألا وهي كرة القدم ، وقد انضم إلى أشبال نادي الكويت، وتدرج مع النادي حتى وصل إلى الفريق الأول، وتعد أولى المباريات التي يلعبها عبد العزيز العنبري مع نادي الكويت، تلك التي جمعت نادي الكويت والنادي العربي، وقد أبى إلا أن يسجل هدفا فيها، وليخرج العميد فائزا بهذه المباراة بنتيجة 2-1 ، وقد كان هداف كأس الأمير 1984/1985 برصيد 4 أهداف، وقد سجل الهدف الثاني في نهائي كأس الأمير 1986/1987 ..
كانت مشاركة العنبري الأولى مع المنتخب في عام 1973 في بطولة كأس آسيا للشباب في مدينة الأهواز في إيران، وكان مع المنتخب الفائز في كأس آسيا 1980، والذي تأهل إلى كأس العالم 1982.
و يمتاز عبد العزيز العنبري بصفات القائد داخل الملعب، وقاد العنبري منتخب الكويت لكرة القدم إلى الفوز بكأس الخليج 1982 في أبوظبي، وقد تسلم الكأس من الشيخ زايد بن سلطان آل نهيان.

## كأس الخليج

### كأس الخليج 1976
سجل هدف في مرمى منتخب قطر لكرة القدم، وقد سجل هدفين في مرمى منتخب البحرين لكرة القدم، وقد سجل ثلاثة أهداف في مرمى منتخب العراق لكرة القدم ..

### كأس الخليج 1982
سجل هدف في مرمى منتخب الإمارات لكرة القدم.

## روابط خارجية
- عبد العزيز العنبري على موقع الاتحاد الدولي (مؤرشف)  (الإنجليزية)
- عبد العزيز العنبري على موقع قاعدة بيانات كرة القدم.إي يو (الإنجليزية)
- عبد العزيز العنبري على موقع ناشيونال فوتبول تيمز (الإنجليزية)